# 比尔格·鲁道夫
比尔格·鲁道夫（匈牙利語：Bürger Rudolf，1908年10月31日—1980年1月20日），生于奥匈帝国蒂米什瓦拉，罗马尼亚男子足球运动员，司职后卫。他曾代表罗马尼亚参加1930年、1934年和1938年国际足联世界杯。